# Sự chuyển đổi nhân khẩu học
Sự chuyển đổi nhân khẩu học (demographic transition) (DT) là sự chuyển đổi từ tỷ lệ sinh và chết cao sang tỷ lệ sinh và chết thấp, nó cho thấy một đất nước hay một vùng đi từ thời kì đầu công nghiệp sang nền kinh tế công nghiệp. Giả thuyết này được đặt ra bởi nhà nhân khẩu học người Mỹ Warren Thompson.